# Just as I Am (Guy Sebastian)
Just as I Am è il primo album in studio del cantante australiano Guy Sebastian, pubblicato nel 2003.

## Tracce
1. Angels Brought Me Here (Jörgen Elofsson, John Reid)
2. So I (Jamie Jones, Jack Kugell, Jason Pennock)
3. Can You Stand the Rain (James Harris III, Terry Lewis)
4. No One Can Compare (To You) (Jones, Charles Kember, Kugell, Monty Neuble, Pennock)
5. All I Need Is You (Guy Sebastian, Adam Reily, Alun Firth)
6. What a Wonderful World (Bob Thiele, George David Weiss)
7. My Beautiful Friend (Adam Reily)
8. Something Don't Feel Right (Sebastian, Alexander Laurie, Adam Reily)
9. When Doves Cry (Prince)
10. Just as I Am
11. 3 Words (Adaamick Mendoza)
12. I 4 U (Sebastian, Gary Pinto, Jarrad Rogers)